# بوينغ أي160 همنغبيرد
طائرة بوينغ A16أ همنغبيرد (الطنان) هي طائرة بدون طيار (UAV)  هليكوبتر. التصميم تتضمن العديد من التقنيات الجديدة التي لم تستخدم قط من قبل والتي تسمح بزيادة القدرة على التحمل والطيران على علو أعلى من أي طائرة هليكوبتر تعمل حاليا.

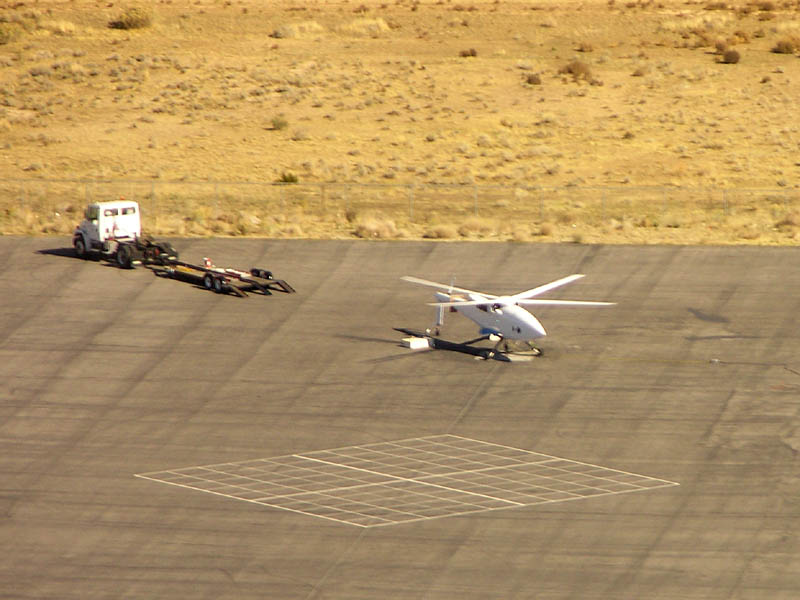
على A160 خلال الأرض يمتد في جنوب كاليفورنيا اللوجستية مطار في فيكتورفيلي ، كاليفورنيا

## المواصفات
مصدر البيانات: Boeing
الخصائص العامة
- طاقم العمل: 0
- الطول: 35 قدم 0 إنش (10.7 م)
- قطر الدوار الرئيسي:    36 قدم 0 إنش (11 م)
- الوزن الفارغ: 2,500 رطل (1,134 كجم)
- الوزن الإجمالي: 6,500 رطل (2,948 كجم)
- المحرك: 1 × Pratt & Whitney Canada PW207D  [لغات أخرى]‏[2], 550 حصان (410 كيلو وات) لكل

الأداء
- السرعة القصوى: 160+ ميل/ساعة (258+ كم/س)
- قدرة التحمل: 20+ ساعة
- الحد الأقصى للخدمة: 20,000–30,000 قدم (6,100–9,150 م)
- الحد الأقصى لنسبة الانزلاق: 7 (according to Karem)[3]

## وصلات خارجية
- A160 الصفحة على Boeing.com
- A160 الصفحة على DARPA.mil
- DARPA المشتريات الصفحة
- A160 الصفحة على GlobalSecurity.org
- التسلسل الزمني A160 العقود، رحلات, التعديلات، مع الصور
- "DARPA الطنان طائرة هليكوبتر بدون طيار يأتي من العمر". Flightglobal.com 3 يوليو, 2008.
- "سوكوم تكشف عن خطة لشراء 20 تحسين وسميت A160T الطنان". Flightglobal.com 6 مايو, 2009.